# UEFA Europa League 2020-2021 (qualificazioni)
La fase di qualificazione della UEFA Europa League 2020-2021 si è disputata tra il 18 agosto e il 24 settembre 2020. Hanno partecipato a questa prima fase della competizione 213 club: 36 di essi si sono qualificati al successivo turno di spareggi, composto da 42 squadre. A causa del ritardo dell'avvio della competizione dovuto alla pandemia di COVID-19 i quattro turni di qualificazione si sono giocati in turno unico e la squadra che ha giocato in casa è stata decisa dal sorteggio. Tutti gli incontri si sono disputati a porte chiuse.

## Date
| Turno             | Sorteggio                | Partite           |
| ----------------- | ------------------------ | ----------------- |
| Turno preliminare | 9 agosto 2020 (Nyon)     | 20 agosto 2020    |
| Primo turno       | 10 agosto 2020 (Nyon)    | 27 agosto 2020    |
| Secondo turno     | 31 agosto 2020 (Nyon)    | 17 settembre 2020 |
| Terzo turno       | 1º settembre 2020 (Nyon) | 24 settembre 2020 |

## Squadre

### PercorsoCampioni
Il Percorso Campioni comprende tutte le squadre vincitrici dei rispettivi campionati di lega che vengono eliminate dalla fase di qualificazione della Champions League, così suddivise:
- Secondo turno di qualificazione (20 squadre): le 3 perdenti del turno preliminare UCL e le 17 perdenti del primo turno di qualificazione UCL.
- Terzo turno di qualificazione (20 squadre): 10 squadre perdenti del secondo turno di qualificazione UCL e le 10 vincitrici del secondo turno di qualificazione UEL.

Le 10 squadre vincitrici del terzo turno di qualificazione avanzano agli spareggi.
| Legenda                                                        | Legenda                        | Legenda | Legenda |
| -------------------------------------------------------------- | ------------------------------ | ------- | ------- |
| I club vincitori del terzo turno avanzano al turno di spareggi |                                |         |         |
| I club sconfitti nel secondo e                                 | nel terzo turno sono eliminati |         |         |

| Terzo turno      | Terzo turno |
| Squadre          | Coeff       |
| ---------------- | ----------- |
| Celtic           | 34.000      |
| Ludogorec        | 26.000      |
| Legia Varsavia   | 17.000      |
| Sheriff Tiraspol | 12.750      |
| CFR Cluj         | 12.500      |
| Sūduva           | 6.750       |
| Sarajevo         | 4.750       |
| KÍ Klaksvík      | 2.750       |
| Celje            | 2.600       |
| Tirana           | 1.475       |

| Secondo turno     | Secondo turno |
| Squadre           | Coeff         |
| ----------------- | ------------- |
| Astana            | 29.000        |
| Dundalk           | 8.500         |
| Slovan Bratislava | 7.000         |
| Dinamo Tbilisi    | 4.750         |
| Fola Esch         | 4.750         |
| Djurgården        | 4.550         |
| Linfield          | 4.250         |
| Budućnost         | 4.250         |
| Flora Tallinn     | 4.000         |
| Riga FC           | 3.500         |
| Connah's Q.N.     | 3.250         |
| Europa FC         | 2.750         |
| Ararat-Armenia    | 2.500         |
| KuPS              | 2.500         |
| KR Reykjavík      | 2.500         |
| Tre Fiori         | 1.500         |
| Drita             | 1.500         |
| Sileks Kratovo    | 1.475         |
| Floriana          | 1.150         |
| Inter Escaldes    | 0.566         |

### PercorsoPiazzate
Il percorso Piazzate comprende tutte le squadre vincitrici delle coppe di lega e quelle che non si qualificano direttamente per la fase a gironi, così suddivise:
- Fase preliminare (16 squadre): 16 squadre qualificate a questo turno.
- Primo turno di qualificazione (94 squadre): 86 squadre direttamente qualificate a questo turno e 8 vincitrici del turno preliminare.
- Secondo turno di qualificazione (72 squadre): 25 squadre direttamente qualificate a questo turno e 47 vincitrici del primo turno di qualificazione.
- Terzo turno di qualificazione (52 squadre): 13 squadre direttamente qualificate a questo turno, 3 perdenti del secondo turno di qualificazione UCL e 36 vincitrici del secondo turno di qualificazione.

Le 26 squadre vincitrici del terzo turno di qualificazione UEL avanzano agli spareggi.
| Legenda                                                        | Legenda          | Legenda             | Legenda                        |
| -------------------------------------------------------------- | ---------------- | ------------------- | ------------------------------ |
| I club vincitori del terzo turno avanzano al turno di spareggi |                  |                     |                                |
| I club sconfitti nel turno preliminare,                        | nel primo turno, | nel secondo turno e | nel terzo turno sono eliminati |

| Terzo turno         | Terzo turno |
| Squadre             | Coeff       |
| ------------------- | ----------- |
| Beşiktaş            | 54.000      |
| Sporting Lisbona    | 50.000      |
| PSV                 | 37.000      |
| Viktoria Plzeň      | 34.000      |
| AEK Atene           | 16.500      |
| LASK                | 14.000      |
| Rostov              | 12.000      |
| Rijeka              | 11.000      |
| Charleroi           | 7.580       |
| Desna Černihiv      | 7.220       |
| Alanyaspor          | 6.720       |
| SønderjyskE         | 5.850       |
| Anorthōsis          | 5.350       |
| San Gallo           | 5.120       |
| Vojvodina           | 5.100       |
| Lokomotiva Zagabria | 4.975       |

| Secondo turno   | Secondo turno |
| Squadre         | Coeff         |
| --------------- | ------------- |
| Tottenham       | 85.000        |
| Basilea         | 58.500        |
| Copenaghen      | 42.000        |
| Wolfsburg       | 36.000        |
| BATĖ Borisov    | 24.000        |
| Galatasaray     | 23.500        |
| Standard Liegi  | 20.500        |
| Granada         | 20.456        |
| Milan           | 19.000        |
| Rangers         | 16.250        |
| Stade Reims     | 11.849        |
| Rio Ave         | 9.889         |
| Dinamo Mosca    | 9.109         |
| Slovan Liberec  | 8.000         |
| Hajduk Spalato  | 7.500         |
| Kolos Kovalivka | 7.220         |
| Willem II       | 7.150         |
| Jablonec        | 7.000         |
| Hartberg        | 6.585         |
| Arīs Salonicco  | 5.260         |
| OFI Creta       | 5.260         |
| Osijek          | 4.975         |
| IFK Göteborg    | 4.550         |
| Viking          | 4.350         |
| Qaisar          | 3.850         |

| APOEL              | 27.500 |
| Malmö FF           | 22.000 |
| Partizan           | 22.000 |
| FCSB               | 20.500 |
| Maribor            | 14.000 |
| Hapoel Be'er Sheva | 14.000 |
| Rosenborg          | 13.500 |
| Apollōn Limassol   | 12.500 |
| Fehérvár           | 10.500 |
| Škendija           | 7.250  |
| The New Saints     | 7.000  |
| Dinamo Minsk       | 7.000  |
| Lech Poznań        | 7.000  |
| Aberdeen           | 6.500  |
| Zrinjski Mostar    | 6.250  |
| Alaškert           | 6.000  |
| Qairat             | 6.000  |
| Žalgiris           | 6.000  |
| Aarhus             | 5.850  |
| Motherwell         | 5.575  |
| Vaduz              | 5.500  |
| Kukësi             | 5.500  |
| Servette           | 5.280  |
| Valletta           | 5.250  |
| Ventspils          | 5.250  |
| Olimpia Lubiana    | 5.250  |
| TSC Bačka Topola   | 5.100  |
| U Craiova          | 5.000  |
| Kalju Nõmme        | 5.000  |
| Šachcër Salihorsk  | 4.750  |
| Hammarby           | 4.550  |
| FH Hafnarfjörður   | 4.500  |
| Bodø/Glimt         | 4.350  |
| Progrès Niedercorn | 4.250  |
| Riteriai           | 4.250  |
| CSKA Sofia         | 4.000  |
| Sutjeska           | 4.000  |
| Honvéd             | 4.000  |
| Maccabi Haifa      | 3.925  |
| Beitar Gerusalemme | 3.925  |
| Ordabasy           | 3.850  |
| Neftçi Baku        | 3.750  |
| Shamrock Rovers    | 3.750  |

| Keşlə               | 3.750 |
| Sumqayıt            | 3.750 |
| Lokomotiv Plovdiv   | 3.475 |
| Slavia Sofia        | 3.475 |
| Botoșani            | 3.340 |
| Piast Gliwice       | 3.325 |
| KS Cracovia         | 3.325 |
| Levadia Tallinn     | 3.250 |
| Hibernians          | 3.250 |
| DAC Dunajská Streda | 3.175 |
| Ružomberok          | 3.175 |
| Žilina              | 3.175 |
| Željezničar         | 3.000 |
| Laçi                | 2.750 |
| NŠ Mura             | 2.600 |
| Puskás Akadémia     | 2.575 |
| Saburtalo Tbilisi   | 2.000 |
| Shkupi              | 2.000 |
| Petrocub Hîncești   | 2.000 |
| Differdange 03      | 1.600 |
| UT Pétange          | 1.600 |
| Kauno Žalgiris      | 1.575 |
| RFS Riga            | 1.525 |
| Širak               | 1.525 |
| Valmiera            | 1.525 |
| Noah                | 1.525 |
| Renova              | 1.475 |
| Teuta               | 1.475 |
| Borac Banja Luka    | 1.375 |
| Sfîntul Gheorghe    | 1.350 |
| Dinamo-Auto         | 1.350 |
| Derry City          | 1.340 |
| Bohemians           | 1.340 |
| Inter Turku         | 1.300 |
| Ilves               | 1.300 |
| Honka               | 1.300 |
| Breiðablik          | 1.250 |
| Bala Town           | 1.250 |
| Dinamo Batumi       | 1.150 |
| Sirens              | 1.150 |
| Lokomotiv Tbilisi   | 1.150 |
| Víkingur            | 1.075 |
| Paide               | 0.875 |

| Turno preliminare | Turno preliminare |
| Squadre           | Coeff             |
| ----------------- | ----------------- |
| Lincoln Red Imps  | 5.250             |
| FC Santa Coloma   | 4.500             |
| B36 Tórshavn      | 3.750             |
| La Fiorita        | 3.000             |
| Tre Penne         | 2.250             |
| NSÍ Runavík       | 2.250             |
| HB Tórshavn       | 2.000             |
| Engordany         | 2.000             |
| St Joseph's       | 1.750             |
| Prishtina         | 1.750             |
| Zeta              | 1.250             |
| Coleraine         | 1.250             |
| Barry Town Utd    | 1.000             |
| Glentoran         | 0.975             |
| Iskra Danilovgrad | 0.875             |
| Gjilani           | 0.800             |

## Turno preliminare

### Sorteggio
| Gruppo 1                                             | Gruppo 1                                 | Gruppo 2                                        | Gruppo 2                                       |
| Teste di serie                                       | Non teste di serie                       | Teste di serie                                  | Non teste di serie                             |
| ---------------------------------------------------- | ---------------------------------------- | ----------------------------------------------- | ---------------------------------------------- |
| Lincoln Red Imps FC Santa Coloma Tre Penne Engordany | Prishtina Zeta Iskra Danilovgrad Gjilani | B36 Tórshavn La Fiorita NSÍ Runavík HB Tórshavn | St Joseph's Coleraine Barry Town Utd Glentoran |

### Risultati
| Arbitro: | Juxhin Xhaja |

|                    |           |                                                |
| Gómez 90+4’ (rig.) | Marcatori | 45+1’ Vukčević 54’ M. Lambulić 63’ L. Lambulić |

| Arbitro: | Jasmin Šabotić |

|          |           |                                       |
| Boro 30’ | Marcatori | 28’ Przybylski 43’ (rig.) Mellemgaard |

| Arbitro: | Pavel Rejžek |

|                                                 |           |              |
| K. Olsen 52’, 63’, 74’ P. Knudsen 67’ Løkin 83’ | Marcatori | 88’ McLaggon |

| Arbitro: | Keith Kennedy |

|                                         |                      |                                            |
| Cisteró Miranda Bouharma Camochu Santos | Tiri di rigore 3 – 4 | Djurišić Obradović Vuković Boričić Drinčić |

| Arbitro: | Lukas Fähndrich |

|            |           |  |
| McDaid 42’ | Marcatori |  |

| Arbitro: | Christian-Petru Ciochirca |

|                |           |  |
| McLaughlin 89’ | Marcatori |  |

| Arbitro: | Alex Troleis |

|         |           |                                |
| Gai 16’ | Marcatori | 24’ Nikač 64’ Hajdari 68’ Hila |

| Gibilterra 22 agosto 2020, ore 18:00 CEST | Lincoln Red Imps | 3 – 0 (tav.) referto | Prishtina | Victoria Stadium (0 spett.)\| Arbitro: \| David Munro \| |
| Arbitro:                                  | David Munro      |                      |           |                                                          |

#### Tabella riassuntiva
| Squadra 1        | Risultato       | Squadra 2         |
| ---------------- | --------------- | ----------------- |
| Tre Penne        | 1 - 3           | Gjilani           |
| Lincoln Red Imps | 3 - 0 (tav.)    | Prishtina         |
| FC Santa Coloma  | 0 - 0 (3-4 dtr) | Iskra Danilovgrad |
| Engordany        | 1 - 3           | Zeta              |
| Glentoran        | 1 - 0           | HB Tórshavn       |
| St Joseph's      | 1 - 2           | B36 Tórshavn      |
| Coleraine        | 1 - 0           | La Fiorita        |
| NSÍ Runavík      | 5 - 1           | Barry Town Utd    |

## Primo turno

### Sorteggio
| Gruppo 1                                | Gruppo 1                           | Gruppo 2                                   | Gruppo 2                                          | Gruppo 3                                            | Gruppo 3                                         |
| Teste di serie                          | Non teste di serie                 | Teste di serie                             | Non teste di serie                                | Teste di serie                                      | Non teste di serie                               |
| --------------------------------------- | ---------------------------------- | ------------------------------------------ | ------------------------------------------------- | --------------------------------------------------- | ------------------------------------------------ |
| Olimpia Lubiana Maribor B36 Tórshavn    | Levadia Tallinn Coleraine Víkingur | Žalgiris Riteriai Honvéd                   | Derry City Inter Turku Paide                      | Zrinjski Mostar Valletta Lincoln Red Imps           | Differdange 03 UT Pétange Bala Town              |
| Gruppo 4                                | Gruppo 4                           | Gruppo 5                                   | Gruppo 5                                          | Gruppo 6                                            | Gruppo 6                                         |
| Teste di serie                          | Non teste di serie                 | Teste di serie                             | Non teste di serie                                | Teste di serie                                      | Non teste di serie                               |
| Rosenborg Aberdeen Motherwell           | NSÍ Runavík Glentoran Breiðablik   | Malmö FF Kukësi Hammarby                   | KS Cracovia Slavia Sofia Puskás Akadémia          | Ventspils Dinamo Minsk Šachcër Salihorsk            | Piast Gliwice Sfîntul Gheorghe Dinamo-Auto       |
| Gruppo 7                                | Gruppo 7                           | Gruppo 8                                   | Gruppo 8                                          | Gruppo 9                                            | Gruppo 9                                         |
| Teste di serie                          | Non teste di serie                 | Teste di serie                             | Non teste di serie                                | Teste di serie                                      | Non teste di serie                               |
| Aarhus FH Hafnarfjörður Shamrock Rovers | DAC Dunajská Streda Ilves Honka    | The New Saints Vaduz Servette              | Hibernians Ružomberok Žilina                      | Hapoel Be'er Sheva Neftçi Baku Keşlə                | Laçi Shkupi Dinamo Batumi                        |
| Gruppo 10                               | Gruppo 10                          | Gruppo 11                                  | Gruppo 11                                         | Gruppo 12                                           | Gruppo 12                                        |
| Teste di serie                          | Non teste di serie                 | Teste di serie                             | Non teste di serie                                | Teste di serie                                      | Non teste di serie                               |
| Fehérvár Kalju Nõmme Bodø/Glimt         | NŠ Mura Kauno Žalgiris Bohemians   | Apollōn Limassol Alaškert Maccabi Haifa    | Željezničar Saburtalo Tbilisi Renova              | Partizan Lech Poznań Ordabasy                       | Botoșani RFS Riga Valmiera                       |
| Gruppo 13                               | Gruppo 13                          | Gruppo 14                                  | Gruppo 14                                         | Gruppo 15                                           | Gruppo 15                                        |
| Teste di serie                          | Non teste di serie                 | Teste di serie                             | Non teste di serie                                | Teste di serie                                      | Non teste di serie                               |
| FCSB Progrès Niedercorn CSKA Sofia      | Zeta Širak Sirens                  | Škendija Qairat TSC Bačka Topola U Craiova | Sumqayıt Petrocub Hîncești Noah Lokomotiv Tbilisi | APOEL Iskra Danilovgrad Sutjeska Beitar Gerusalemme | Lokomotiv Plovdiv Gjilani Teuta Borac Banja Luka |

### Risultati
| Arbitro: | Ville Nevalainen |

|                                    |           |                      |
| Paulauskas 39’, 49’ Kazlauskas 91’ | Marcatori | 18’ Thomson 63’ Toal |

| Arbitro: | Rahim Hasanov |

|                                     |           |  |
| Tekiela 11’, 55’ (rig.) Thill 90+3’ | Marcatori |  |

| Arbitro: | Kristoffer Karllson |

|                                                |           |        |
| Alykulov 12’ Vágner Love 35’, 70’ Eseola 90+4’ | Marcatori | 8’ Bor |

| Arbitro: | Rauf Jabarov |

|              |           |                            |
| Mahlangu 31’ | Marcatori | 25’ Holzmann 33’ Dugandžić |

| Arbitro: | Eldorjan Hamiti |

|                               |           |              |
| Villela 22’ Kozlov 75’ (rig.) | Marcatori | 15’ D. Rogac |

| Arbitro: | Morten Krogh |

|             |           |  |
| Vranješ 35’ | Marcatori |  |

| Arbitro: | Nikolas Neokleous |

|                       |           |  |
| Krasniqi 6’ Hebaj 87’ | Marcatori |  |

| Arbitro: | Lazar Lukic |

|  |           |                          |
|  | Marcatori | 10’ Lipski 56’ Świerczok |

| Arbitro: | Helgi Mikael Jónasson |

|                           |           |  |
| Casciaro 36’ Yahaya 90+5’ | Marcatori |  |

| Arbitro: | Arman Ismuratov |

|  |           |                                      |
|  | Marcatori | 56’ (rig.) Ibraimi 89’ (rig.) Doriev |

| Arbitro: | Nicolas Walsh |

|  |           |               |
|  | Marcatori | 58’ Miškovski |

| Arbitro: | Adrien Jaccottet |

|                                              |           |                 |
| Dabo 3’, 32’, 76’ Diguiny 59’ Gianniotas 86’ | Marcatori | 69’ Guliashvili |

| Arbitro: | Kaarlo Oskari Hämäläinen |

|                                                                       |           |           |
| Zinckernagel 27’, 36’ Hauge 52’, 59’ (rig.) Boniface 79’ Tounekti 81’ | Marcatori | 78’ Otele |

| Arbitro: | Aleksandrs Golubevs |

|                            |           |              |
| Bougrine 66’ Kryvocjuk 88’ | Marcatori | 90+3’ Darboe |

| Arbitro: | Thimotheos Christofi |

|                                     |                      |                                   |
| Nikolić 37’ (rig.)                  | Marcatori            | 22’ Ward                          |
| Hodžić Nikolov Géresi Stopira Houri | Tiri di rigore 4 – 2 | Mandroiu Levingston Casey Twardek |

| Arbitro: | Walter Altmann |

|                     |           |              |
| Fink 88’ Bosić 106’ | Marcatori | 27’ Karlsson |

| Arbitro: | Yigal Frid |

|  |           |                          |
|  | Marcatori | 102’ Efrem 116’ Ndongala |

| Arbitro: | Miloš Đorđić |

|                           |           |               |
| Sikharulidze 57’ Omar 61’ | Marcatori | 90+4’ Baiaram |

| Arbitro: | Krzysztof Jakubik |

|                        |           |             |
| Ahmedov 75’ Sowe 90+1’ | Marcatori | 69’ Maxuell |

| Arbitro: | Georgi Kikacheishvili |

|                                        |                      |                                           |
| Klyots Sílvio Axundov Hacıyev Qirtimov | Tiri di rigore 4 – 5 | Nwabueze Lushkja Rapo Mazrekaj Ignjatović |

| Arbitro: | Luis Teixeira |

|  |           |                     |
|  | Marcatori | 34’, 57’ Degabriele |

| Arbitro: | Ioannis Papadopoulos |

|                                                                      |           |                         |
| Tingager 21’ Mortensen 29’, 45+2’ (rig.) Olsen 90+1’ Tengstedt 90+2’ | Marcatori | 35’ Martín 64’ Kaufmann |

| Arbitro: | Urs Schnyder |

|                     |           |  |
| Berget 1’ Rieks 44’ | Marcatori |  |

| Arbitro: | Mario Zebec |

|                                      |           |  |
| Khalili 14’ Bojanić 32’ Paulinho 84’ | Marcatori |  |

| Arbitro: | Matthew De Gabriele |

|                                            |           |                                      |
| Børven 3’, 29’ Reginiussen 17’ Hovland 24’ | Marcatori | 60’ Einarsson 90+1’ (rig.) Mikkelsen |

| Arbitro: | Petri Viljanen |

|                          |           |  |
| Kaluđerović 9’ Antal 32’ | Marcatori |  |

| Arbitro: | Jason Barcelo |

|  |           |                       |
|  | Marcatori | 23’ Balić 76’ Ramírez |

| Arbitro: | Manfredas Lukjančukas |

|                                              |           |              |
| Robles 56’ Smith 100’ Cieślewicz 108’ (rig.) | Marcatori | 77’ Myslovič |

| Arbitro: | Dragan Petrović |

|                              |                      |                             |
| Yakhshiboev Sotnikov Sačyŭka | Tiri di rigore 1 – 4 | Slivca Iurcu Volkaŭ Suvorov |

| Arbitro: | Aleksandrs Anufrijevs |

|                                                |           |  |
| Josué Pesqueira 9’, 61’ Kobakhidze 21' (aut.)’ | Marcatori |  |

| Arbitro: | Gergő Bogár |

|  |           |                  |
|  | Marcatori | 75’ (rig.) Iliev |

| Arbitro: | Sebastian Colțescu |

|  |           |                                |
|  | Marcatori | 17’ Tomanović 55’ (rig.) Lukić |

| Arbitro: | Arda Kardeşler |

|                              |           |             |
| Friday 56’ (rig.) Cooper 85’ | Marcatori | 81’ Krastev |

| Arbitro: | Luca Barbeno |

|  |           |              |
|  | Marcatori | 38’ Venables |

| Arbitro: | Aristotelis Diamantopoulos |

|                                       |           |  |
| Bilbija 37’ Filipović 40’ Ivančić 80’ | Marcatori |  |

| Arbitro: | Donald Robertson |

|                                               |           |                                 |
| Pingel 72’, 76’ Samuelsen 107’ Agnarsson 113’ | Marcatori | 52’ Õigus 80’ Elhi 101’ Kouadio |

| Arbitro: | Viktor Kopiievskyi |

|                                      |           |  |
| Stevanović 54’ Mendy 77’ Antunes 86’ | Marcatori |  |

| Arbitro: | Admir Šehović |

|                                        |           |  |
| Olaru 34’ Tănase 65’ (rig.) Buziuc 83’ | Marcatori |  |

| Arbitro: | Bram Van Driessche |

|                                                       |           |                   |
| Lang 58’ O'Donnell 72’ Polworth 75’ Watt 78’ Long 87’ | Marcatori | 90’ (rig.) McDaid |

| Arbitro: | Ívar Orri Kristjánsson |

|                                                             |           |  |
| Ferguson 37’ Main 43’ Hedges 50’, 59’, 87’ (rig.) Hayes 60’ | Marcatori |  |

| Arbitro: | Kai Erik Steen |

|                                            |                      |                                          |
| Vancaš 65’                                 | Marcatori            | 62’ McLaughlin                           |
| Dervišević Mlakar Tavares Mešanović Vancaš | Tiri di rigore 4 – 5 | Parkhill Kane McConaghie Bradley Doherty |

| Arbitro: | Ondřej Pechanec |

|                             |           |  |
| Ishak 59’, 78’ Szymczak 88’ | Marcatori |  |

| Arbitro: | Zaven Hovhannisyan |

|                   |           |  |
| Natkho 52’ (rig.) | Marcatori |  |

| Arbitro: | Michal Ocenás |

|                                                                                               |                        | |
| Burke 14’ Lopes 78’                                                                           | Marcatori              | 10’ (rig.) Ala-Myllymäki 62’ Veteli                                                                         |
| Byrne O'Brien Watts O'Neill McEneff Williams Lopes Lafferty Finn Mannus Watts McEneff O'Brien | Tiri di rigore 12 – 11 | Ala-Myllymäki Jair Raittinen Siira Skyttä Mömmö Tomas Almén Miettunen Hilander Ala-Myllymäki Jair Raittinen |

| Arbitro: | Gal Leibovitz |

|                                   |           |             |
| Traoré 90’ Hämäläinen 105’ (aut.) | Marcatori | 90+1’ Liliu |

| Arbitro: | Dragomir Draganov |

|                                        |           |             |
| Chery 38’ Rukavytsya 59’ Ashkenazi 66’ | Marcatori | 34’ Lendrić |

| Arbitro: | Tim Marshall |

|  |           |                                   |
|  | Marcatori | 17’, 27’ Žižek 32’ Kous 36’ Kozar |

#### Tabella riassuntiva
| Squadra 1            | Risultato         | Squadra 2           |
| -------------------- | ----------------- | ------------------- |
| Maribor              | 1 - 1 (4-5 dtr)   | Coleraine           |
| Olimpia Lubiana      | 2 - 1 (dts)       | Víkingur            |
| B36 Tórshavn         | 4 - 3 (dts)       | Levadia Tallinn     |
| Riteriai             | 3 - 2 (dts)       | Derry City          |
| Žalgiris             | 2 - 0             | Paide               |
| Honvéd               | 2 - 1 (dts)       | Inter Turku         |
| Zrinjski Mostar      | 3 - 0             | Differdange 03      |
| Valletta             | 0 - 1             | Bala Town           |
| Lincoln Red Imps     | 2 - 0             | UT Pétange          |
| Rosenborg            | 4 - 2             | Breiðablik          |
| Aberdeen             | 6 - 0             | NSÍ Runavík         |
| Motherwell           | 5 - 1             | Glentoran           |
| Hammarby             | 3 - 0             | Puskás Akadémia     |
| Malmö FF             | 2 - 0             | KS Cracovia         |
| Kukësi               | 2 - 1             | Slavia Sofia        |
| Ventspils            | 2 - 1             | Dinamo-Auto         |
| Šachcër Salihorsk    | 0 - 0 (1-4 dtr)   | Sfîntul Gheorghe    |
| Dinamo Minsk         | 0 - 2             | Piast Gliwice       |
| Aarhus               | 5 - 2             | Honka               |
| Shamrock Rovers      | 2 - 2 (12-11 dtr) | Ilves               |
| FH Hafnarfjörður     | 0 - 2             | DAC Dunajská Streda |
| The New Saints       | 3 - 1 (dts)       | Žilina              |
| Vaduz                | 0 - 2             | Hibernians          |
| Servette             | 3 - 0             | Ružomberok          |
| Neftçi Baku          | 2 - 1             | Shkupi              |
| Keşlə                | 0 - 0 (4-5 dtr)   | Laçi                |
| Hapoel Be'er Sheva   | 3 - 0             | Dinamo Batumi       |
| Kalju Nõmme          | 0 - 4             | NŠ Mura             |
| Bodø/Glimt           | 6 - 1             | Kauno Žalgiris      |
| Fehérvár             | 1 - 1 (4-2 dtr)   | Bohemians           |
| Apollōn Limassol     | 5 - 1             | Saburtalo Tbilisi   |
| Maccabi Haifa        | 3 - 1             | Željezničar         |
| Alaškert             | 0 - 1             | Renova              |
| Partizan             | 1 - 0             | RFS Riga            |
| Lech Poznań          | 3 - 0             | Valmiera            |
| Ordabasy             | 1 - 2             | Botoșani            |
| FCSB                 | 3 - 0             | Širak               |
| Progrès Niedercorn   | 3 - 0             | Zeta                |
| CSKA Sofia           | 2 - 1             | Sirens              |
| Petrocub Hîncești    | 0 - 2             | TSC Bačka Topola    |
| Sumqayıt             | 0 - 2             | Škendija            |
| Qairat               | 4 - 1             | Noah                |
| Lok’omot’ivi Tbilisi | 2 - 1             | U Craiova           |
| Teuta                | 2 - 0             | Beitar Gerusalemme  |
| Borac Banja Luka     | 1 - 0             | Sutjeska            |
| Iskra Danilovgrad    | 0 - 1             | Lokomotiv Plovdiv   |
| Gjilani              | 0 - 2 (dts)       | APOEL               |

## Secondo turno

### Sorteggio
| Gruppo 1                                     | Gruppo 1                              | Gruppo 2                          | Gruppo 2                                    | Gruppo 3                             | Gruppo 3                                   |
| Teste di serie                               | Non teste di serie                    | Teste di serie                    | Non teste di serie                          | Teste di serie                       | Non teste di serie                         |
| -------------------------------------------- | ------------------------------------- | --------------------------------- | ------------------------------------------- | ------------------------------------ | ------------------------------------------ |
| APOEL Lech Poznań Aarhus                     | NŠ Mura Hammarby Qaisar               | Galatasaray Dinamo Mosca Qairat   | Maccabi Haifa Neftçi Baku Lokomotiv Tbilisi | Copenaghen The New Saints Motherwell | IFK Göteborg B36 Tórshavn Coleraine        |
| Gruppo 4                                     | Gruppo 4                              | Gruppo 5                          | Gruppo 5                                    | Gruppo 6                             | Gruppo 6                                   |
| Teste di serie                               | Non teste di serie                    | Teste di serie                    | Non teste di serie                          | Teste di serie                       | Non teste di serie                         |
| FCSB Granada Apollōn Limassol                | OFI Creta TSC Bačka Topola Teuta      | Standard Liegi Willem II Aberdeen | Viking Progrès Niedercorn Bala Town         | BATĖ Borisov Partizan Škendija       | CSKA Sofia Botoșani Sfîntul Gheorghe       |
| Gruppo 7                                     | Gruppo 7                              | Gruppo 8                          | Gruppo 8                                    | Gruppo 9                             | Gruppo 9                                   |
| Teste di serie                               | Non teste di serie                    | Teste di serie                    | Non teste di serie                          | Teste di serie                       | Non teste di serie                         |
| Tottenham Hapoel Be'er Sheva Kolos Kovalivka | Arīs Salonicco Lokomotiv Plovdiv Laçi | Malmö FF Rosenborg Slovan Liberec | Ventspils Riteriai Honvéd                   | Rangers Stade Reims Rio Ave          | Servette Lincoln Red Imps Borac Banja Luka |
| Gruppo 10                                    | Gruppo 10                             | Gruppo 11                         | Gruppo 11                                   | Gruppo 12                            | Gruppo 12                                  |
| Teste di serie                               | Non teste di serie                    | Teste di serie                    | Non teste di serie                          | Teste di serie                       | Non teste di serie                         |
| Wolfsburg Hajduk Spalato Zrinjski Mostar     | Kukësi Olimpia Lubiana Renova         | Basilea Jablonec Hartberg         | Osijek Piast Gliwice DAC Dunajská Streda    | Milan Fehérvár Žalgiris              | Bodø/Glimt Shamrock Rovers Hibernians      |

### Risultati

#### Piazzate
| Arbitro: | Mykola Balakin |

|  |           |                                                           |
|  | Marcatori | 20’, 34’ Paulidīs 28’ Sağlam 46’ Nunnely 65’ Ndayishimiye |

| Arbitro: | Sascha Stegemann |

|  |           |                                               |
|  | Marcatori | 55’ Pedro Tiba 89’ Kamiński 90+3’ Marchwiński |

| Arbitro: | Ian McNabb |

|                                                                |                      |                                               |
| Przybylski 47’ Radosavljević 120+2’                            | Marcatori            | 81’ Smith 112’ Ebbe                           |
| Nattestad Mellemgaard Heinesen Przybylski Radosavljević Pingel | Tiri di rigore 5 – 4 | Harrison Cieślewicz Draper Smith Ebbe Redmond |

| Arbitro: | Jens Maae |

|               |           |                                             |
| Lobjanidze 6’ | Marcatori | 15’, 90+3’ De Vincenti 25’ Anuar 48’ Atzili |

| Arbitro: | Paul McLaughlin |

|           |           |                                                                      |
| Kozlov 5’ | Marcatori | 15’ (rig.), 45+3’ Islamovic 37’ Konradsen 64’ Holse 71’ Zachariassen |

| Arbitro: | João Pinheiro |

|  |           |           |
|  | Marcatori | 4’ Caktaš |

| Arbitro: | Willy Delajod |

|  |           |                                        |
|  | Marcatori | 5’ Soldado 10’ Kenedy 31’, 46’ Herrera |

| Arbitro: | Iwan Arwel Griffith |

|  |           |                                                        |
|  | Marcatori | 21’ Tavernier 45+4’ Goldson 67’, 88’ Morelos 84’ Defoe |

| Arbitro: | Mohammed Al-Hakim |

|  |           |            |
|  | Marcatori | 2’ Ibraimi |

| Arbitro: | Peter Kralović |

|                                        |           |           |
| Zinckernagel 20’ Boniface 32’ Berg 81’ | Marcatori | 26’ Antal |

| Arbitro: | Espen Eskås |

|            |           |                                                                         |
| Lezama 61’ | Marcatori | 12’ (rig.) Mara 20’ Hromada 84’ Rabušic 89’ (rig.) Helal 90+3’ Matoušek |

| Arbitro: | Harm Osmers |

|             |           |                              |
| Minchev 71’ | Marcatori | 80’ (rig.) Kane 85’ Ndombele |

| Arbitro: | Guillermo Cuadra Fernández |

|          |           |                        |
| Sana 73’ | Marcatori | 83’ Mudražija 85’ Wind |

| Arbitro: | Kevin Clancy |

|           |           |                               |
| Mbodj 47’ | Marcatori | 19’, 63’ Diagne 48’ Luyindama |

| Arbitro: | Ricardo de Burgos Bengoechea |

|                            |           |                              |
| Ivanović 19’ Vombergar 81’ | Marcatori | 51’, 84’ Bilbija 92’ Ivančić |

| Arbitro: | Ivaylo Stoyanov |

|  |           |             |
|  | Marcatori | 61’ Nikolov |

| Arbitro: | Jochem Kamphuis |

|              |           |                             |
| Nwabueze 59’ | Marcatori | 90+1’ Agudelo 90+3’ Varenne |

| Arbitro: | Horațiu Feșnic |

|                      |           |  |
| Sowe 44’ Carey 90+5’ | Marcatori |  |

| Arbitro: | Juri Fischer |

|  |           |                    |
|  | Marcatori | 104’ (rig.) Natkho |

| Arbitro: | Fabio Maresca |

|  |           |            |
|  | Marcatori | 50’ Szalai |

| Arbitro: | Karim Abed |

|                                      |           |                       |
| Sikharulidze 54’ Gavashelishvili 76’ | Marcatori | 90’ (rig.) Komličenko |

| Arbitro: | Mads-Kristoffer Kristoffersen |

|                              |           |                   |
| Ashkenazi 31’ Rukavytsya 72’ | Marcatori | 45+1’ Vágner Love |

| Arbitro: | Ádám Farkas |

|  |           |                                |
|  | Marcatori | 23’ Ibrahimović 67’ Çalhanoğlu |

| Arbitro: | Erik Lambrechts |

|                                         |           |                    |
| Konczkowski 10’ Sokołowski 62’ Żyro 84’ | Marcatori | 33’ Kainz 75’ Ried |

| Arbitro: | Duje Strukan |

|  |           |                                           |
|  | Marcatori | 21’, 74’ Weghorst 33’ Lacroix 90’ Mehmedi |

| Arbitro: | Jonathan Lardot |

|  |           |                            |
|  | Marcatori | 90’ Tarantini 90+6’ Jambor |

| Arbitro: | Lionel Tschudi |

|          |           |                       |
| Gama 55’ | Marcatori | 47’ Novak 62’ Antyukh |

| Arbitro: | Trustin Farrugia Cann |

|                                 |           |  |
| Avenatti 19’ (rig.) Amallah 34’ | Marcatori |  |

| Arbitro: | Dennis Higler |

|                                                                                |                      |                                                                   |
| Miličević 11’ Duronjić 14’ Antonić 51’ Tomanović 90+4’, 117’ Tumbasević 105+1’ | Marcatori            | 25’ Coman 50’, 63’ (rig.), 105’ Man 90+3’ (aut.) Balaž 108’ Petre |
| Tomanović Zec Banjac Antonić Đurić                                             | Tiri di rigore 4 – 5 | Moruțan Perianu Panțîru Petre Man                                 |

| Arbitro: | Anastasios Papapetrou |

|  |           |                             |
|  | Marcatori | 43’ Toivonen 86’ Traustason |

| Arbitro: | Giorgi Kruashvili |

|                                   |           |  |
| Gorenc 37’ Žižek 72’ Maroša 90+5’ | Marcatori |  |

| Arbitro: | Filip Glova |

|  |           |                         |
|  | Marcatori | 45’ McCrorie 78’ Hedges |

| Arbitro: | Antti Munukka |

|                                |                      |                       |
| Doherty 49’ (rig.), 90’ (rig.) | Marcatori            | 16’ Lang 37’ Watt     |
| Parkhill Kane McConaghie       | Tiri di rigore 0 – 3 | O'Hara Watt O'Donnell |

| Arbitro: | José Luis Munuera Montero |

|                 |           |                        |
| Majstorović 84’ | Marcatori | 18’ Cabral 44’ Stocker |

| Arbitro: | Marco Di Bello |

|                                                 |           |                                    |
| Divković 6’, 65’ Nicolaescu 85’, 96’ Davis 114’ | Marcatori | 26’ Zelený 57’, 71’ (rig.) Schranz |

| Arbitro: | Stuart Attwell |

|  |           |            |
|  | Marcatori | 4’ Berisha |

#### Campioni
| Arbitro: | Enea Jorgji |

|                                                                |           |                                         |
| Martínez 16’ Mailson 90+1’ (rig.), 90+4’ (rig.) Vakulenko 113’ | Marcatori | 19’ Pimentel 56’ (rig.) Bensi 81’ Hadji |

| Arbitro: | Damitru Muntean |

|  |           |            |
|  | Marcatori | 25’ Terzić |

| Arbitro: | Volen Chinkov |

|                                                 |                      |                                     |
| Udoh 120’                                       | Marcatori            | 111’ Medved                         |
| Pennanen Udoh Niskanen Nuno Tomás Adjei-Boateng | Tiri di rigore 4 – 3 | De Marco Ožbolt de Kamps Ratão Nono |

| Arbitro: | Sigurd Smehus Kringstad |

|                          |           |                 |
| Sappinen 7’ Lilander 37’ | Marcatori | 75’ Finnbogason |

| Arbitro: | Stéphanie Frappart |

|                                 |           |              |
| Edwards 42’ Ulvestad 69’ (rig.) | Marcatori | 57’ Gallardo |

| Arbitro: | Viktor Shimusik |

|  |           |              |
|  | Marcatori | 14’ McMillan |

| Arbitro: | Alain Durieux |

|  |           |                       |
|  | Marcatori | 90+7’ (rig.) Gabedava |

| Arbitro: | Andrew Madley |

|  |           |                                |
|  | Marcatori | 49’ (rig.) Gërbeshi 81’ Limani |

| Arbitro: | David Munro |

|  |           |            |
|  | Marcatori | 10’ García |

| Arbitro: | Kári Jóannesarson Á Høvdanum |

|              |           |  |
| Pedrinho 57’ | Marcatori |  |

#### Tabella riassuntiva
| Squadra 1           | Risultato       | Squadra 2          |          |          |
| Piazzate            | Piazzate        | Piazzate           | Piazzate | Piazzate |
| ------------------- | --------------- | ------------------ | -------- | -------- |
| Hammarby            | 0 - 3           | Lech Poznań        |          |          |
| Qaisar              | 1 - 4           | APOEL              |          |          |
| NŠ Mura             | 3 - 0           | Aarhus             |          |          |
| Maccabi Haifa       | 2 - 1           | Qairat             |          |          |
| Lokomotiv Tbilisi   | 2 - 1           | Dinamo Mosca       |          |          |
| Neftçi Baku         | 1 - 3           | Galatasaray        |          |          |
| B36 Tórshavn        | 2 - 2 (5-4 dtr) | The New Saints     |          |          |
| Coleraine           | 2 - 2 (0-3 dtr) | Motherwell         |          |          |
| IFK Göteborg        | 1 - 2           | Copenaghen         |          |          |
| TSC Bačka Topola    | 6 - 6 (4-5 dtr) | FCSB               |          |          |
| Teuta               | 0 - 4           | Granada            |          |          |
| OFI Creta           | 0 - 1           | Apollōn Limassol   |          |          |
| Progrès Niedercorn  | 0 - 5           | Willem II          |          |          |
| Viking              | 0 - 2           | Aberdeen           |          |          |
| Standard Liegi      | 2 - 0           | Bala Town          |          |          |
| Sfîntul Gheorghe    | 0 - 1 (dts)     | Partizan           |          |          |
| CSKA Sofia          | 2 - 0           | BATĖ Borisov       |          |          |
| Botoșani            | 0 - 1           | Škendija           |          |          |
| Lokomotiv Plovdiv   | 1 - 2           | Tottenham          |          |          |
| Laçi                | 1 - 2           | Hapoel Be'er Sheva |          |          |
| Arīs Salonicco      | 1 - 2           | Kolos Kovalivka    |          |          |
| Honvéd              | 0 - 2           | Malmö FF           |          |          |
| Ventspils           | 1 - 5           | Rosenborg          |          |          |
| Riteriai            | 1 - 5           | Slovan Liberec     |          |          |
| Lincoln Red Imps    | 0 - 5           | Rangers            |          |          |
| Servette            | 0 - 1           | Stade Reims        |          |          |
| Borac Banja Luka    | 0 - 2           | Rio Ave            |          |          |
| Renova              | 0 - 1           | Hajduk Spalato     |          |          |
| Olimpia Lubiana     | 2 - 3 (dts)     | Zrinjski Mostar    |          |          |
| Kukësi              | 0 - 4           | Wolfsburg          |          |          |
| DAC Dunajská Streda | 5 - 3 (dts)     | Jablonec           |          |          |
| Piast Gliwice       | 3 - 2           | Hartberg           |          |          |
| Osijek              | 1 - 2           | Basilea            |          |          |
| Shamrock Rovers     | 0 - 2           | Milan              |          |          |
| Hibernians          | 0 - 1           | Fehérvár           |          |          |
| Bodø/Glimt          | 3 - 1           | Žalgiris           |          |          |
| Campioni            |                 |                    |          |          |
| Inter Escaldes      | 0 - 1           | Dundalk            |          |          |
| KuPS                | 1 - 1 (4-3 dtr) | Slovan Bratislava  |          |          |
| Linfield            | 0 - 1           | Floriana           |          |          |
| Riga FC             | 1 - 0           | Tre Fiori          |          |          |
| Djurgården          | 2 - 1           | Europa FC          |          |          |
| Flora Tallinn       | 2 - 1           | KR Reykjavík       |          |          |
| Sileks Kratovo      | 0 - 2           | Drita              |          |          |
| Astana              | 0 - 1           | Budućnost          |          |          |
| Ararat-Armenia      | 4 - 3 (dts)     | Fola Esch          |          |          |
| Connah's Q.N.       | 0 - 1           | Dinamo Tbilisi     |          |          |

## Terzo turno

### Risultati

#### Piazzate
| Arbitro: | Mattias Gestranius |

|  |           |                                                   |
|  | Marcatori | 42’, 90+2’ Tiba 47’ Ishak 58’ Kamiński 81’ Sýkora |

| Arbitro: | Roi Reinshreiber |

|                                           |           |  |
| Ondrášek 35’ (rig.) Ba Loua 41’ Káčer 51’ | Marcatori |  |

| Arbitro: | Matej Jug |

|                             |                      |                      |
| Evandro Stopira Hodžić Nego | Tiri di rigore 4 – 1 | Dia Abdelhamid Konan |

| Arbitro: | Petr Ardeleánu |

|               |           |                             |
| Shomurodov 9’ | Marcatori | 20’ Rukavytsya 60’ Abu Fani |

| Arbitro: | Tamás Bognár |

|                              |           |            |
| Sowe 27’ Jomov 38’ Keita 83’ | Marcatori | 61’ Pingel |

| Arbitro: | Daniel Siebert |

|                            |                      |                            |
| Yalçın 15’                 | Marcatori            | 85’ Moreira                |
| Mensah Töre Welinton Larin | Tiri di rigore 2 – 4 | Moreira Santos Jambor Reis |

| Arbitro: | Kristo Tohver |

|               |           |  |
| Konradsen 59’ | Marcatori |  |

| Arbitro: | Bobby Madden |

|                           |           |            |
| Dessoleil 10’ Rezaei 108’ | Marcatori | 53’ Soumah |

| Arbitro: | François Letexier |

|                                                      |           |  |
| Kiese Thelin 5’, 17’ Nalić 31’ Larsson 52’ Rieks 72’ | Marcatori |  |

| Arbitro: | Sandro Schärer |

|            |           |                                                |
| Kouter 21’ | Marcatori | 17’, 65’ Malen 28’ Mauro Júnior 54’, 90’ Gakpo |

| Arbitro: | Serhiy Boyko |

|                                         |           |  |
| Vítor 43’ Josué 71’ (rig.) Acolatse 82’ | Marcatori |  |

| Arbitro: | Aliyar Aghayev |

|  |           |                             |
|  | Marcatori | 64’ Yusuf Helal 82’ Rabušic |

| Arbitro: | Daniel Stefański |

|                                            |                      |                                     |
| Atzili 14’ Nuhiu 26’                       | Marcatori            | 11’ Ivančić 69’ Bilbija             |
| Jensen Atzili Sahar Al-Taamari De Vincenti | Tiri di rigore 4 – 2 | Filipović Ibáñez Bilbija Govedarica |

| Arbitro: | Craig Pawson |

|                        |           |  |
| Belhanda 77’ Babel 86’ | Marcatori |  |

| Arbitro: | Donatas Rumšas |

|                                 |           |  |
| Wilczek 14’ Wind 58’ Biel 90+3’ | Marcatori |  |

| Arbitro: | Harald Lechner |

|                                 |           |           |
| Avenatti 47’ (rig.) Amallah 91’ | Marcatori | 75’ Bojić |

| Arbitro: | Ali Palabıyık |

|           |           |                            |
| Nafiu 55’ | Marcatori | 5’ Lamela 70’ Son 79’ Kane |

| Arbitro: | Serdar Gözübüyük |

|                         |           |  |
| Machís 48’ Molina 90+1’ | Marcatori |  |

| Arbitro: | Lawrence Visser |

|                              |           |  |
| Guilavogui 16’ Ginczek 90+2’ | Marcatori |  |

| Arbitro: | Radu Petrescu |

|                                              |           |                           |
| Widmer 4’ Campo 12’ Hambardzumyan 21’ (aut.) | Marcatori | 45+1’ Vrgoč 67’ Kvilitaia |

| Arbitro: | Fran Jović |

|                                 |           |                      |
| Çalhanoğlu 16’, 50’ Colombo 32’ | Marcatori | 15’ Junker 55’ Hauge |

| Arbitro: | Jérôme Brisard |

|                                                                           |           |  |
| Raguž 6’, 16’ Filipović 47’ Michorl 51’ Gruber 53’ Balić 55’ Sabitzer 77’ | Marcatori |  |

| Arbitro: | Alejandro Hernández |

|  |           |              |
|  | Marcatori | 71’ Oliveira |

| Arbitro: | Tiago Martins |

|                                |           |  |
| Escoval 102’ Andrijašević 115’ | Marcatori |  |

| Arbitro: | Maurizio Mariani |

|  |           |                                                        |
|  | Marcatori | 22’ (rig.) Tavernier 25’ Kent 55’ Helander 71’ Goldson |

| Arbitro: | Nikola Dabanović |

|          |           |  |
| Tomás 8’ | Marcatori |  |

#### Campioni
| Arbitro: | John Beaton |

|                |           |  |
| Vakulenko 111’ | Marcatori |  |

| Arbitro: | Manuel Schüttengruber |

|                         |           |  |
| Rangel 31’ Tarasovs 72’ | Marcatori |  |

| Arbitro: | Irfan Peljto |

|                             |                      |                                   |
| Keqi Venancio Adan Busuttil | Tiri di rigore 2 – 4 | Lilander Kreida Poom Kuusk Liivak |

| Arbitro: | Bartosz Frankowski |

|  |           |              |
|  | Marcatori | 55’ Vinícius |

| Arbitro: | Fabio Verissimo |

|  |           |                 |
|  | Marcatori | 90’ Elyounoussi |

| Arbitro: | Thorvaldur Árnason |

|                                                                         |           |                |
| Pavlović 22’ P.Johannesen 58’ Klettskarð 60’, 69’, 73’ J.Johannesen 85’ | Marcatori | 71’ Pernambuco |

| Arbitro: | Aleksandar Stavrev |

|                           |                      |                                      |
| Posmac 8’                 | Marcatori            | 45+1’ Murray                         |
| Kapić Obilor Veloso Parra | Tiri di rigore 3 – 5 | Čolović Hoban Hoare McEleney Shields |

| Arbitro: | José María Sánchez |

|                     |           |              |
| Tatar 4’ Fanimo 67’ | Marcatori | 44’ Moraitis |

| Arbitro: | Halis Özkahya |

|                         |           |  |
| Wszołek 24’ Pekhart 43’ | Marcatori |  |

#### Tabella riassuntiva
| Squadra 1          | Risultato       | Squadra 2           |          |          |
| Piazzate           | Piazzate        | Piazzate            | Piazzate | Piazzate |
| ------------------ | --------------- | ------------------- | -------- | -------- |
| NŠ Mura            | 1 - 5           | PSV                 |          |          |
| Malmö FF           | 5 - 0           | Lokomotiva Zagabria |          |          |
| Sporting Lisbona   | 1 - 0           | Aberdeen            |          |          |
| Charleroi          | 2 - 1 (dts)     | Partizan            |          |          |
| Rosenborg          | 1 - 0           | Alanyaspor          |          |          |
| Wolfsburg          | 2 - 0           | Desna Černihiv      |          |          |
| Fehérvár           | 0 - 0 (4-1 dtr) | Stade Reims         |          |          |
| Granada            | 2 - 0           | Lokomotiv Tbilisi   |          |          |
| Rijeka             | 2 - 0 (dts)     | Kolos Kovalivka     |          |          |
| San Gallo          | 0 - 1           | AEK Atene           |          |          |
| LASK               | 7 - 0           | DAC Dunajská Streda |          |          |
| Milan              | 3 - 2           | Bodø/Glimt          |          |          |
| Škendija           | 1 - 3           | Tottenham           |          |          |
| Standard Liegi     | 2 - 1 (dts)     | Vojvodina           |          |          |
| Rostov             | 1 - 2           | Maccabi Haifa       |          |          |
| Willem II          | 0 - 4           | Rangers             |          |          |
| Apollōn Limassol   | 0 - 5           | Lech Poznań         |          |          |
| Beşiktaş           | 1 - 1 (2-4 dtr) | Rio Ave             |          |          |
| FCSB               | 0 - 2           | Slovan Liberec      |          |          |
| Hapoel Be'er Sheva | 3 - 0           | Motherwell          |          |          |
| Copenaghen         | 3 - 0           | Piast Gliwice       |          |          |
| Basilea            | 3 - 2           | Anorthōsis          |          |          |
| Galatasaray        | 2 - 0           | Hajduk Spalato      |          |          |
| Viktoria Plzeň     | 3 - 0           | SønderjyskE         |          |          |
| APOEL              | 2 - 2 (4-2 dtr) | Zrinjski Mostar     |          |          |
| CSKA Sofia         | 3 - 1           | B36 Tórshavn        |          |          |
| Campioni           |                 |                     |          |          |
| Sarajevo           | 2 - 1           | Budućnost           |          |          |
| Sheriff Tiraspol   | 1 - 1 (3-5 dtr) | Dundalk             |          |          |
| Ararat-Armenia     | 1 - 0 (dts)     | Celje               |          |          |
| Riga FC            | 0 - 1           | Celtic              |          |          |
| KuPS               | 2 - 0           | Sūduva              |          |          |
| Legia Varsavia     | 2 - 0           | Drita               |          |          |
| KÍ Klaksvík        | 6 - 1           | Dinamo Tbilisi      |          |          |
| Djurgården         | 0 - 1           | CFR Cluj            |          |          |
| Floriana           | 0 - 0 (2-4 dtr) | Flora Tallinn       |          |          |